# Станіславув (Мінський повіт)
Станіславув (пол. Stanisławów) — село в Польщі, у гміні Станіславув Мінського повіту Мазовецького воєводства.
Населення — 1631 особа (2011).
У 1975-1998 роках село належало до Седлецького воєводства.

## Демографія
Демографічна структура станом на 31 березня 2011 року:
|          | Загалом | Допрацездатний вік | Працездатний вік | Постпрацездатний вік |
| -------- | ------- | ------------------ | ---------------- | -------------------- |
| Чоловіки | 798     | 190                | 549              | 59                   |
| Жінки    | 833     | 177                | 518              | 138                  |
| Разом    | 1631    | 367                | 1067             | 197                  |